# Janeane Garofalo
Janeane Garofalo (Newton, 28 settembre 1964) è un'attrice, cabarettista, comica e conduttrice radiofonica statunitense.

## Biografia
Garofalo nasce a Newton, nel New Jersey, figlia di Carmine, un dirigente della Exxon d'origini italiane, e di Joan Garofalo, una segretaria per una ditta petrolchimica d'origini irlandesi, deceduta per un cancro nel 1988. Cresciuta tra Ontario (in California), Madison (nel New Jersey) e Katy (nel Texas), viene educata in seno ad una famiglia cattolica e conservatrice.
È una femminista e attivista politica: più volte si è professata atea oltreché schierata contro la guerra in Iraq, partecipando a dibattiti e discussioni pubbliche. Ha inoltre affermato di non provare interesse per le relazioni romantiche, dichiarandosi asessuale.
Debutta nel 1991 nel film Surgelati speciali, in seguito collabora con Ben Stiller, lavorando nel suo show televisivo The Ben Stiller Show e figurando tra i protagonisti del suo primo film da regista Giovani, carini e disoccupati. Lavora per due anni al Saturday Night Live e nel 1995 recita nel film Mariti imperfetti. Negli anni seguenti partecipa ai film Un uomo in prestito, Il rompiscatole, Romy & Michelle, Cop Land, 200 Cigarettes e Dogma. Per anni ha prestato la voce a Sally Reardon, voce narrante della serie Felicity.
Nel 2003 recita in Wonderland - Massacro a Hollywood, film incentrato sul coinvolgimento del leggendario pornodivo John Holmes (interpretato da Val Kilmer) nel caso degli omicidi di Wonderland Avenue, mentre nel 2005 figura in Stay - Nel labirinto della mente. Sempre nello stesso anno partecipa alla serie televisiva West Wing - Tutti gli uomini del Presidente, dove interpreta Louise Thornton.
Ha poi lavorato nel film di Richard Kelly Southland Tales - Così finisce il mondo, e ha prestato la voce al personaggio di Colette nel film di animazione Ratatouille. Inoltre è stata una delle protagoniste della settima stagione della serie TV 24, nel ruolo dell'esperta informatica dell'FBI Janis Gold. Nel 2011 entra a far parte del cast della serie TV Criminal Minds: Suspect Behavior. Oltre alla carriera di attrice, la Garofalo si è distinta anche come scrittrice e conduttrice radiofonica con un programma tutto suo sulla stazione Air America Radio.

## Filmografia parziale

### Cinema
- Surgelati speciali (Late for Dinner), regia di W. D. Richter (1991)
- Giovani, carini e disoccupati (Reality Bites), regia di Ben Stiller (1994)
- Mariti imperfetti (Bye Bye Love), regia di Sam Weisman (1995)
- Amiche per sempre (Now and Then), regia di Lesli Linka Glatter (1995)
- Un uomo in prestito (The Truth About Cats & Dogs), regia di Michael Lehmann (1996)
- Il rompiscatole (The Cable Guy), regia di Ben Stiller (1996)
- Per amore di Vera (Larger Than Life), regia di Howard Franklin (1996)
- Romy & Michelle (Romy and Michele's High School Reunion), regia di David Mirkin (1997)
- Cop Land, regia di James Mangold (1997)
- Amori e imbrogli (The MatchMaker), regia di Mark Joffe (1997)
- Permanent Midnight, regia di David Veloz (1998)
- Dog Park, regia di Bruce McCulloch (1998)
- Il sapore del sangue (Clay Pigeons), regia di David Dobkin (1998)
- The Minus Man, regia di Hampton Fancher (1999)
- Ladri per la pelle (Thick as Thieves), regia di Scott Sanders (1999)
- 200 Cigarettes, regia di Risa Bramon Garcia (1999)
- Dogma, regia di Kevin Smith (1999)
- Mystery Men, regia di Kinka Usher (1999)
- Un amore, una vita, una svolta (The Bumblebee Flies Anyway), regia di Martin Duffy (1999)
- Da che pianeta vieni? (What Planet Are You From?), regia di Mike Nichols (2000)
- Le avventure di Rocky e Bullwinkle (The Adventures of Rocky & Bullwinkle), regia di Des McAnuff (2000) – voce
- Titan A.E., regia di Don Bluth, Gary Goldman e Art Vitello (2000) – voce
- Wet Hot American Summer, regia di David Wain (2001)
- The Search for John Gissing, regia di Mike Binder (2001)
- Big Trouble - Una valigia piena di guai (Big Trouble), regia di Barry Sonnenfeld (2002)
- Wonderland - Massacro a Hollywood (Wonderland), regia di James Cox (2003)
- Il coraggio di cambiare (Duane Hopwood), regia di Matt Mulhern (2005)
- Stay - Nel labirinto della mente (Stay), regia di Marc Forster (2005)
- Uno zoo in fuga (2006) – voce
- Southland Tales - Così finisce il mondo (Southland Tales), regia di Richard Kelly (2006)
- The Ten, regia di David Wain (2007)
- Ratatouille, regia di Brad Bird (2007) – voce
- Incinta o... quasi (Labor Pains), regia di Lara Shapiro (2009)
- Love Hurts, regia di Barra Grant (2009)
- Speech & Debate, regia di Dan Harris (2017)
- L'uragano Bianca 2: dalla Russia con odio (Hurricane Bianca 2: From Russia with Hate), regia di Matt Kugelman (2018)
- Flora & Ulisse (Flora & Ulysses), regia di Lena Kahn (2021)

### Televisione
- Felicity – serie TV, 14 episodi (1998-2002) – voce narrante, non accreditata
- Tales of the City, regia di Alastair Reid – miniserie TV, puntate 5-6 (1993)
- Law & Order - I due volti della giustizia (Law & Order) – serie TV episodi 7x15-7x17 (1997)
- Innamorati pazzi (Mad About You) – serie TV, episodi 7x21-7x22 (1999)
- The Laramie Project – film TV, regia di Moisés Kaufman (2002)
- West Wing - Tutti gli uomini del Presidente (The West Wing) – serie TV, 15 episodi (2005-2006)
- Due uomini e mezzo (Two and a Half Men) – serie TV, episodio 5x02 (2007)
- 24 – serie TV, 21 episodi (2009)
- Ideal – serie TV, 13 episodi (2010-2011)
- Criminal Minds: Suspect Behavior – serie TV, 13 episodi (2011)
- I Simpson (The Simpsons) – serie TV, 2 episodi (1998-2011) – voce
- Delocated – serie TV, 9 episodi (2012-2013)
- Wet Hot American Summer: First Day of Camp – serie TV, 7 episodi (2015)
- Gap Year – serie TV, episodi 1x01-1x08 (2017)
- Wet Hot American Summer: Ten Years Later – serie TV, 7 episodi (2017)

## Doppiatrici italiane
Nelle versioni in italiano delle opere in cui ha recitato, Janeane Garofalo è stata doppiata da:
- Alessandra Cassioli ne Il sapore del sangue, 200 Cigarettes, Criminal Minds: Suspect Behavior, Wet Hot American Summer: First Day of Camp, Wet Hot American Summer: Ten Years Later, Girlfriends' Guide to Divorce, Stumptown
- Laura Boccanera in Big Trouble - Una valigia piena di guai, Billions
- Claudia Razzi in Per amore di Vera, Ladri per la pelle
- Francesca Guadagno in Un uomo in prestito, Le avventure di Rocky e Bullwinkle
- Cristina Boraschi in Giovani, carini e disoccupati
- Roberta Greganti in Mariti imperfetti
- Angela Citterich in Romy & Michelle
- Anna Cesareni in Cop Land
- Paola Valentini ne Il rompiscatole
- Cinzia De Carolis in Amori e imbrogli
- Giuppy Izzo in Mystery Men
- Franca D'Amato ne Il coraggio di cambiare
- Silvia Tognoloni in Dogma
- Antonella Giannini in Stay - Nel labirinto della mente
- Paola Del Bosco in Incinta o... quasi
- Gilberta Crispino in Due uomini e mezzo
- Tatiana Dessi in 24
- Daniela Calò in Flora & Ulisse
- Michela Alborghetti in Quando tutto cambia

Da doppiatrice è sostituita da:
- Alessandra Cassioli in Titan A.E.
- Domitilla D'Amico in Ratatouille
- Luciana Littizzetto in Uno zoo in fuga